# Narudasia festiva
Narudasia festiva — вид геконоподібних ящірок родини геконових (Gekkonidae). Ендемік Намібії. Це єдиний представник монотипового роду Narudasia.

## Опис
Довжина гекона Narudasia festiva становить 5-7,5 см. Тіло і голова дещо сплющені. Забарвлення переважно сіре, спина поцяткована поперечними коричнево-чорно-білими смугами. Хвіст довгий, жовтий.

## Поширення і екологія
Narudasia festiva мешкають і центральній і південній Намібії, від Віндгука на південь до Оранжевої річки. Вони живуть в посушливих гірських ущелинах та на скелястих схилах, серед валунів і скель. Зустрічаються на висоті від 200 до 1300 м над рівнем моря. Ведуть денний спосіб життя. Відкладають яйця.